# Língua chol
A língua chol (ou ch'ol) é um membro do ramo cholano da família das línguas maias, falada pelo grupo étnico chol no estado mexicano de Chiapas. Existem dois dialectos principais:
- Chol de Tila - falado por mais de 40 000 pessoas, 10 000 das quais monolingues, nas aldeias de Tila, Vicente Guerrero, Chivalito e Limar em Chiapas.
- Chol de Tumbalá - falado por 90 000 pessoas, 30 000 das quais monolingues nas aldeias de Tumbalá, Sabanilla, Misijá, Limar, Chivalita e Vicente Guerrero.

O ramo cholano das línguas maias é considerado especialmente conservador e o chol juntamente com as duas línguas que lhe são mais próximas - o chorti da Guatemala e Honduras, e a língua chontal maia de Tabasco - são tidas como as línguas que melhor reflectem a relação do ramo cholano com a língua maia clássica.

## Fonologia
A seguir está o inventário consoante e vogal de Ch'ol.
|           |           | Labial | Alveolar | Palatal | Velar | Glotal |
| --------- | --------- | ------ | -------- | ------- | ----- | ------ |
| Oclusiva  | Fortis    | b      |          |         |       |        |
| Oclusiva  | Lênis     | p      |          | tʲ      | k     | ʔ      |
| Oclusiva  | Ejective  | p'     |          | tʲ'     | k'    |        |
| Fricativa | Fricativa |        | s        | ʃ       | x     |        |
| Africada  | Lenis     |        | ts       | tʃ      |       |        |
| Africada  | Ejetiva   |        | ts'      | tʃ'     |       |        |
| Nasal     | Nasal     | m      |          | ɲ       |       |        |
| Lateral   | Lateral   |        | l        |         |       |        |
| Vibrante  | Vibrante  |        | r        |         |       |        |
| Semivogal | Semivogal | w      |          | j       |       |        |

|         | Anterior | Central | Posterior |
| ------- | -------- | ------- | --------- |
| Fechada | i        | ɨ       | u         |
| Medial  | e        |         | o         |
| Aberta  |          | a       |           |

Programação radiofônica em língua Ch’ol é realizada pela estação de rádio XEXPUJ-AM da Comissão Nacional para o Desenvolvimento dos Povos Indígenas (CDI)], transmitida de Xpujil, Campeche.

## Morfosintaxe
A ordem básica das palavras é VOS. No entanto, a ordem das palavras pode variar e o VOS nem sempre é gramatical: os fatores que incluem a animação, definição, topicalização e foco contribuem para determinar qual ordem de palavras é apropriada.
Ch'ol é uma linguagem de ergatividade partida: seu alinhamento morfossintático varia de acordo com o aspecto. Com aspecto perfeito, o alinhamento ergativo-absolutivo é usado, enquanto que, com aspecto imperfeito, observa-se o nominativo-acusativo.
Os classificadores de numerais são obrigatoriamente incluídos em frases nominais contendo numerais. Ocorrem entre o numeral e o substantivo. Os classificadores variam de acordo com as propriedades semânticas do substantivo:  -tyikil  é usado para pessoas,  -tyejk  para árvores, etc.

## ligações externas
- El ch'ol, website with links to unpublished scholarly work on the language
- Mayan Languages Collection of Victoria Bricker]] at the Archive of the Indigenous Languages of Latin America]]. Contains a recording of a Ch'ol narrative from Tila, Chiapas.